# Въоръжени сили на Република Ирландия
Въоръжените сили на Република Ирландия, известни като Сили за отбрана (на английски: Defence Forces, официалното название на ирландски език е Óglaigh na hÉireann) включват Армия, Въздушен корпус, Военноморска служба и Резервни сили за отбрана.
Върховен главнокомандващ е президентът на Република Ирландия. Граждански контрол върху въоръжените сили се осъществява от министъра на отбраната и подчиненото му министерство. Най-висшестоящият военен ръководител е началник-щабът на Силите за отбрана (Chief of Staff of the Defence Forces), офицер с чин генерал-лейтенант / вицеадмирал.

## Роля
От независимостта си, Република Ирландия спазва политика на военен неутралитет. По тази причина страната не е член на НАТО. Силите за отбрана традиционно участват в контингентите от сини каски на Организацията на обединените нации. Задачите, изпълнявани от силите, включват:
- подготовка на силите за отразяване на външна агресия
- оказване на подкрепа на полицията (Garda Síochána)
- участие в мироопазващи и хуманитарни мисии под егидата на ООН
- патрулиране на териториалните води и ИИЗ, съгласно договореностите в ЕС
- оказване на логистична и друга поддръжка на гражданските власти, като търсене и спасяване, авиомедицинска евакуация, въздушен транспорт на представители на првителството, ликвидиране на последствията от бедствия и аварии и т.н.[6]

## История
За основоположници на Ирландските сили за отбрана се смятат Ирландските доброволци, формирани през 1913 г. В началото на 20 век разграничението между протестанти в Северна Ирландия и ирландци католици е много дълбоко. С оглед на неминуемия предстоящ мащабен военен конфликт в Европа, протестантите формират Ълстърски доброволци (Ълстър е историческото название на Северна Ирландия, което те използват, за да се разграничат от етническите ирландци). В отговор католиците формират Ирландските доброволци, за да покажат готовността си за диалог с Короната и да допринесат за сигурността на Великобритания.
Освен това военният им принос би бил аргумент в бъдещи преговори за автономия или независимост. Членове на Ирландските доброволци, предвождани от Патрик Пиърс, вземат участие в злополучното Великденско въстание от 1916 г.
По време на Първата световна война те формират основно 10-а и 16-а дивизии на Британската армия. След завръщането си, те се заклеват във вярност към Първия Дайл (Ирландски парламент, непризнат от Лондон) и променят името си на Ирландска републиканска армия, като ясно предизвикателство към властите в Лондон. Между 1919 и 1921 г. ИРА води партизанска война срещу британските гарнизони в Ирландия.
След като през 1922 г. е формирано ирландско правителство, а Ирландия получава статут на доминион в рамките на Британската империя, става разцепление сред ирландските политици и ИРА в частност, между подкрепящите новото развитие на ситуацията и тези, които са за пълна независимост и приемат статуса на доминион като неприемлив компромис. Правителството пристъпва към формирането на Национална армия от средите на ИРА, които го подкрепят. Така формално е поставено началото на Ирландските сили за отбрана. На 22 юни започва Ирландската гражданска война между ирландското правителство и неговите опоненти. Войната продължава до средата на 1923 г. и завършва с победа на правителствените сили.
На 3 август 1923 г. в парламента е гласуван „Законът за силите за отбрана (Временни мерки)“, според който те получават официалното си име на ирландски Oglaigh na hEireann. С решение на правителството са формирани официално на 1 октомври 1924 г.
През Втората световна война Ирландия запазва неутралитет. За съблюдаването му, силите са мобилизирани за наблюдение на бреговете и сухопътната граница на 2 септември 1939 г. Закупено е и по-модерно въоръжение в неголеми количества. Спазваният от ирландците неутралитет е по-скоро благосклонен към Съюзниците. Разбилите се на ирландска територия германски летци и моряци са интернирани във военнопленническия лагер в Кърах, докато съюзническите са прехвърляни през границата в Северна Ирландия. Разузнавателният отдел на Генералния щаб на Силите за отбрана също работи интензивно със Съюзниците и дори изиграва съществена роля в залавянето на германски шпиони, като случая с Херман Гьорц.
През септември 1946 г. Военноморската служба е създадена като постоянен компонент на Силите за отбрана.
През 1955 г. Република Ирландия става пълноправен член на Организацията на обединените нации. Две години по-късно за пръв път изпраща военнослужещи за мироопазващ контингент (офицери наблюдатели в мисията UNOGIL – Група наблюдатели на ООН в Ливан).
По време на размирния период в Северна Ирландия, известен просто като „Проблемите“, между 1969 и 1998 г., когато е постигнато политическо „Споразумение от Разпети петък“ за прекратяването му, Силите за отбрана са мобилизирани по границата както да подпомагат полицията (Garda Síochána) в охраната ѝ, така и да оказват медицинска помощ на католическите ирландци, пострадали в сблъсъците с британските сили за сигурност и оранжистките милиции. През 1974 г. военни контингенти са разположени и в затворите в Портлойс и Лимерик (където са държани членове на ИРА), за да подсилят сигурността.
Силите за отбрана на Ирландия са традиционен участник в контингентите от сини каски в мироопазващите мисии на ООН. Около 90 души са жертвите, дадени от ирландската страна в изпълнението им.

## Организация
Силите за отбрана се състоят от два основни компонента. В Постоянните сили за отбрана влиза мирновременният състав на Армията, Въздушният корпус и Военноморската служба, а в Резервните сили за отбрана влизат техните резервни организации.
В ирландските Сили за отбрана има девет висши генералски / адмиралски длъжности:
- Началник-щаб на отбраната (генерал-лейтенант / вицеадмирал)
- Заместник началник-щаб по операциите (генерал-майор / контраадмирал)
- Заместник началник-щаб по поддръжката (генерал-майор / контраадмирал)
- Асистент началник-щаб по поддръжката (бригаден генерал / комодор)
- Командващ 1-ва Бригада на Ирландската армия (бригаден генерал)
- Командващ 2-ра Бригада на Ирландската армия (бригаден генерал)
- Командващ Тренировъчния център на Силите за отбрана (бригаден генерал)
- Командващ Въздушния корпус (бригаден генерал)
- Командващ Военноморската служба (комодор)

Дори влиятелният и ползващ се с голяма автономия относно работата си началник на военното разузнаване е с чин полковник или капитан I ранг.
Ръководител на Силите за отбрана е началник-щабът (вицеадмирал Марк Мелет – първият флотски офицер, заемащ този пост и с този чин в историята на Република Ирландия). Той е подпомаган от заместник началник-щаб по операциите и заместник началник-щаб по поддръжката (двамата с чин генерал-майор / контраадмирал), а вторият разчита на помощта и на асистент началник-щаб по поддръжката (с чин бригаден генерал / комодор). За разлика от въоръжените сили на други страни, Силите за отбрана на Република Ирландия нямат отделни командвания на видовете въоръжени сили. В този смисъл началникът на Военноморската служба и началникът на Въздушния корпус са равнопоставени на командирите на двете бригади на армията, а не на отделен началник на армията, а съответно флотът и авиацията са бригадни еквиваленти.

### Армия
Ирландската армия със своите близо 7500 души личен състав представлява сухопътните сили. Към тях се прибавят 2200 души армейски резерв.
Основните ѝ компоненти са две пехотни бригади.
Oсвен тях има учебен център, логистичен център и Армейско рейнджърско крило, което е батальонът за специални операции на въоръжените сили.
Двете пехотни бригади са разделени на териториален принцип, като всяка една от тях по същество представлява военен окръг, който носи гарнизонна служба и оказва подкрепа на гражданските власти, освен основните си задачи.
Административно армията е разделена на девет корпуса, които представляват родове войски:
- Пехотен корпус
- Артилерийски корпус
- Кавалерийски корпус
- Инженерен корпус
- Тилови корпус
- Медицински корпус
- Транспортен корпус
- Корпус военна полиция
- Свързочен и информационен корпус

Армията е въоръжена като лека моторизирана пехота. Най-тежкото ѝ въоръжение е съставено от британски леки верижни бронирани разузнавателни машини FV101 Scorpion, швейцарски колесни БТР-и MOWAG Piranha и британски леки буксирни 105-мм артилерийски установки.
| Наименование                                              | Производство          | Тип                                                           | Брой             | Снимка           | Бележки |                  |
| Бронирани машини                                          | Бронирани машини      | Бронирани машини                                              | Бронирани машини | Бронирани машини | Бронирани машини | Бронирани машини |
| --------------------------------------------------------- | --------------------- | ------------------------------------------------------------- | ---------------- | ---------------- | --- | ---------------- |
| MOWAG Piranha IIIH                                        | Швейцария             | бронетранспортьор                                             | 80               |                  | * 45 БТР-а, въоръжени със сдвоени 12,7-mm и 7,62-mm картечници * 8 командни машини, въоръжени със сдвоени 12,7-mm и 7,62-mm картечници * 2 линейки * 1 ремонтно-евакуационна машина * 18 машини за войсково разузнаване с 12,7-mm картечница и 40-mm гранатомет в боен модул Kongsberg Protector * 6 машини за разузнаване на средни дистанции с Oto Melara 30-mm автоматично оръдие |                  |
| RG Outrider RG-32M Light Tactical Armoured Vehicle (LTAV) | Република Южна Африка | леки бронирани автомобили                                     | 27               |                  | въоръжени със 7,62-mm картечници или боен модул Kongsberg Protector RWS с 12,7-mm картечници или 40-mm гранатомет |                  |
| FV101 Scorpion CRV(T)                                     | Великобритания        | бронеразузнавателна машина                                    | 6 (14)           |                  | 1x76-mm оръдие сдвоено със 7,62-mm картечница, 7,62-mm картечница на зенитен лафет. Само 6 бройки са на служба. |                  |
| Спомагателни машини                                       |                       |                                                               |                  |                  | |                  |
| Mitsubishi Pajero                                         | Япония                | високопроходим автомобил                                      |                  |                  | |                  |
| Nissan Patrol                                             | Япония                | високопроходим автомобил                                      |                  |                  | |                  |
| Land Rover Defender                                       | Великобритания        | високопроходим автомобил                                      |                  |                  | |                  |
| Ford Ranger                                               | САЩ                   | високопроходим автомобил                                      |                  |                  | |                  |
| Isuzu D-Max                                               | Япония                | високопроходим автомобил                                      |                  |                  | |                  |
| Военнотранспортни камиони                                 |                       |                                                               |                  |                  | |                  |
| Scania R-series 420 6x6                                   | Швеция                | военнотранспортен камион от среден клас                       |                  |                  | |                  |
| Iveco EuroCargo 4x4                                       | Италия                | военнотранспортен камион от среден клас                       |                  |                  | |                  |
| Mercedes-Benz 1117 4x4                                    | Германия              | военнотранспортен камион от среден клас                       | 60               |                  | |                  |
| Leyland DAF T244 4x4                                      | Великобритания        | артилерийски влекач и военнотранспортен камион от среден клас | 55               |                  | |                  |
| Ford Transit Minibus                                      | САЩ                   | микробус                                                      |                  |                  | |                  |
| Логистични машини                                         |                       |                                                               |                  |                  | |                  |
| Scania 4-series P124CB 8x8 DROPS                          | Швеция                | военнотранспортен камион контейнеровоз                        |                  |                  | |                  |
| Astra SpA Iveco Astra M320.42 W BAD 8x8 DROPS             | Италия                | военнотранспортен камион контейнеровоз                        |                  |                  | един оборудван с EKALIFT 2500 като евакуатор |                  |
| Other                                                     |                       |                                                               |                  |                  | |                  |
| MOWAG Duro III                                            | Швейцария             | автомобили на сапьорната служба                               |                  |                  | бронирани и небронирани варианти |                  |
| Bandvagn 206                                              | Швеция                | ПВО платформа                                                 | 7                |                  | гъсенична ходова база за радари GIRAFFE Mk IV |                  |
| ACMAT VLRA                                                | Франция               | лека разузнавателна платформа                                 | 3                |                  | използвани от Армейското рейнджърско крило |                  |
| Ford F350 SRV                                             | САЩ                   | лека разузнавателна платформа                                 | 12               |                  | използвани от Армейското рейнджърско крило |                  |
| Aardvark MK4 JSFU                                         | Великобритания        | специализирана сапьорна машина                                |                  |                  | |                  |
| DOK-ING MV-4                                              | Хърватия              | специализирана сапьорна машина                                | 2                |                  | дистанционно управлявана |                  |
| MOWAG Duro II                                             | Швейцария             | машини на сапьорната служба                                   |                  |                  | |                  |
| Безпилотни летателни апарати                              |                       |                                                               |                  |                  | |                  |
| Aeronautics Defense Systems Ltd Orbiter UAV               | Израел                | миниатюрен БЛА                                                | 3 (6)            |                  | Използвани от Артилерийския корпус. Придобити са две системи, всяка с по 3 БЛА. 3 БЛА са загубени при експлоатацията. |                  |

### Въздушен корпус
Въздушният корпус е авиационният компонент на Силите за отбрана. Щабът му е в авиобаза Балдонел – Кейсмънт. Това е най-малобройният вид въоръжени сили с около 939 души мирновременен личен състав. Основните му задачи са:
- авиационна поддръжка на армията
- авиационна поддръжка на военноморската служба
- подкрепа на гражданските власти (основно полицията)

Освен тях второстепенни задачи са:
- подкрепа на гражданите (основно при бедствия и аварии)
- подкрепа на правителството (основно ВИП авиотранспорт)

Въздушният корпус изпълнява спомагателни функции, защото не разполага с основните компоненти на едни традиционни военновъздушни сили, като бойни самолети и вертолети и зенитно-ракетни комплекси.
Най-високотехнологичните летателни апарати на корпуса са двата испански самолета CASA CN-235, предназначени за морско патрулиране.
Те поддържат Военноморската служба, като патрулират Изключителната икономическа зона на Република Ирландия, а освен това могат да бъдат използвани за въздушен транспорт, както и за десантиране на бойци на Армейското рейнджърско крило. Седем швейцарски турбовитлови тренировъчни самолета Pilatus PC-9M могат да бъдат използвани като леки щурмовици с блокове за НУРС, картечни контейнери и свободнопадащи бомби, но са предназначени основно за обучение. Шестте нови британско-италиански вертолети AgustaWestland AW139 и двата френско-германски Eurocopter EC135 имат основно спомагателни функции. Корпусът разполага и с няколко леки спомагателни самолета, сред които е и американски реактивен бизнесджет за ВИП транспорт.
| Тип                                  | Производство          | Предназначение                                          | Брой     | Бележки                                                              | Изображение |          |
| Самолети                             | Самолети              | Самолети                                                | Самолети | Самолети                                                             | Самолети    | Самолети |
| ------------------------------------ | --------------------- | ------------------------------------------------------- | -------- | -------------------------------------------------------------------- | ----------- | -------- |
| CASA CN.235-100MP Persuader          | Испания               | морски патрулен самолет военнотранспортен самолет       | 2        | на въоръжение от 1994 г.                                             |             |          |
| Cessna-Reims FR172H                  | Франция               | спомагателен самолет                                    | 5        | френски лицензен вариант на Cessna 172, на въоръжение от 1972 г.     |             |          |
| Pilatus PC-9M                        | Швейцария             | учебно-тренировъчен самолет                             | 7        | на въоръжение от 2004 г.                                             |             |          |
| Pilatus Britten Norman Defender 4000 | Швейцария             | за поддръжка на полицията (Garda Siochana)              | 1        | швейцарско производство по лиценз на BN-2T; на въоръжение от 1997 г. |             |          |
| Gulfstream Aerospace Gulfstream IV   | САЩ                   | правителствен самолет                                   | 1        | на въоръжение от 1991 г.                                             |             |          |
| Bombardier Learjet 45                | Канада                | правителствен самолет                                   | 1        | на въоръжение от 2004 г.                                             |             |          |
| Вертолети                            |                       |                                                         |          |                                                                      |             |          |
| AgustaWestland AW139                 | Италия Великобритания | многоцелеви вертолет                                    | 6        | на въоръжение от 2006 г.                                             |             |          |
| Eurocopter EC135 P2                  | Франция Германия      | лек многоцелеви вертолет                                | 2        | на въоръжение от 2005 г.                                             |             |          |
| Eurocopter EC135 Т2                  | Франция Германия      | лек вертолет за поддръжка на полицията (Garda Siochana) | 2        | на въоръжение от 2003 г.                                             |             |          |

### Военноморска служба
Военноморската служба включва личен състав от около 1140 души и основните ѝ функции включват патрулирането на ирландските териториални води и Изключителната икономическа зона на Република Ирландия. В това отношение си сътрудничи с Въздушния корпус на Силите за отбрана, с Митниците и с Бреговата охрана.
Службата е изградена около осем патрулни кораба и не разполага с други морски съдове, освен надувни лодки. Разполага и със специална Водолазна секция на Военноморската служба, която за разлика от други подобни чуждестранни формирования, не е специален отряд от бойни плувци, но осъществява водолазната подготовка на Армейското рейнджърско крило.
Освен основната си роля за отбрана на страната и териториалната ѝ цялост изпълнява и:
- охрана на рибните пасажи
- подкрепа на цивилните власти
- пресичане на наркотрафика
- морска безопасност и оказване на помощ на бедстващи съдове
- водолазни операции
- екологичен контрол
- чуждестранни мисии

| Клас                                       | Изображение       | Борден номер, в строя от, водоизместване | Име | Бележки |
| ------------------------------------------ | ----------------- | ---------------------------------------- | --- | --- |
| Ейтне Морски патрулен съд с щатен вертолет | LE Eithne         | P31, 1984 г., 1910 т.                    | LÉ Eithne Кръстен в чест на драматичната героиня от ирландската история принцеса Ейтне                                                  | Настоящ флагман на Морската служба |
| Корвета клас „Пийкок“                      | LE Ciara          | P41, 1988 г., 712 т.                     | LÉ Orla „Златна принцеса“, кръстен в чест на сестрата на легендарния ирландски крал Браян Бору                                          | Пет патрулни корвети, построени за 6-а Патрулна ескадра на Кралските ВМС, базирана в Хонг Конг. Три са продадени на Филипините, две на Ирландия. |
| Корвета клас „Пийкок“                      | LE Ciara          | P42, 1988 г., 712 т.                     | LÉ Ciara Кръстен в чест на Света Сиара от Типърери                                                                                      | Пет патрулни корвети, построени за 6-а Патрулна ескадра на Кралските ВМС, базирана в Хонг Конг. Три са продадени на Филипините, две на Ирландия. |
| Ройшин Морски патрулен съд                 | LE Niamh          | P51, 1999 г., 1500 т.                    | LÉ Róisín Кръстен в чест на Ройшин Дъб, дъщеря на ирландски граф от XVI век, но Ройшин Дъб е и поетично алегорично название на Ирландия | |
| Ройшин Морски патрулен съд                 | LE Niamh          | P52, 2001 г., 1500 т.                    | LÉ Niamh Кръстен в чест на легендарна ирландска кралица                                                                                 | |
| Самюъл Бекет Морски патрулен съд           | LE Samuel Beckett | P61, 2014 г., 1933 т.                    | LÉ Samuel Beckett | Кръстени в чест на велики ирландски поети и писатели                                                                                             |
| Самюъл Бекет Морски патрулен съд           | LE Samuel Beckett | P62, 2015 г., 1933 т.                    | LÉ James Joyce | Кръстени в чест на велики ирландски поети и писатели                                                                                             |
| Самюъл Бекет Морски патрулен съд           | LE Samuel Beckett | P63, 2016 г., 1933 т.                    | LÉ William Butler Yeats | Кръстени в чест на велики ирландски поети и писатели                                                                                             |

## Резервни сили за отбрана
Резервните сили за отбрана включват мобилизационен състав, който в случай на криза или война да подсили мирновременния състав на силите. Те са формирали отделни съединения, но с реформите в сектора на отбраната през 2013 г. това е променено.

### Армейски резерв
Преди реформите редовната армия формира три пехотни бригади, а резервната армия в случай на война мобилизира три резервни пехотни бригади. След реформите редовната армия остава с две бригади, а подразделенията на резервната армия са подчинени на бригадите на редовната.

### Резерв на Военноморската служба
Резервът на армейската служба включва 141 души и е разделен в четири териториални формирования – в Дъблин, Уотърфорд, Корк и Лимерик, както и в пето формирование, включващо специалисти. Задачите на военноморския резерв включват попълването на екипажите на патрулните кораби, както и охрана на съответното пристанище, в което формированието е базирано.

### Резерв на Въздушния корпус
Въздушният корпус е напълно професионален и няма отделна резервна организация.

## Основни военни бази
Основните военни бази на Силите за отбрана на Република Ирландия са следните:
| Име                                       | Местоположение                                | Забележки |
| ----------------------------------------- | --------------------------------------------- | --- |
| Генерален щаб на Силите за отбрана (DFHQ) | Нюбридж, графство Килдеър                     | команден център Щабна охранителна рота военна полиция |
| Казарма Ейкън                             | Дъндолк, графство Лоук                        | 27-и Пехотен батальон, 2-ра Бригада |
| Летище Кейсмънт                           | Балдонел, графство Дъблин                     | военновъздушна база |
| Казарма Катал Бруга                       | Ратмайнс, графство Дъблин                     | Командване и щаб на 2-ра Бригада 7-и Пехотен батальон, 2-ра Бригада Кавалерийски ескадрон на 2-ра Бригада Полева свързочна рота на 2-ра Бригада Рота военна полиция на 2-ра Бригада Транспортна рота на 2-ра Бригада Тилова рота на 2-ра Бригада Учебен център на 2-ра Бригада Армейско музикално училище и 1-ви Военен оркестър армейски резервни подразделения Дъблински военноморски резерв (DUNSR) |
| Казарма Колинс                            | Корк, графство Корк                           | Командване и щаб на 1-ва Бригада 1-ви Артилерийски полк, 1-ва Бригада Кавалерийски ескадрон на 1-ва Бригада Полева свързочна рота на 1-ва Бригада Рота военна полиция на 1-ва Бригада Транспортна рота на 1-ва Бригада Тилова рота на 1-ва Бригада Учебен център на 1-ва Бригада |
| Лагер Куулмони                            | Глен ъф Имаал, графство Уиклоу                | войскови полигон |
| Казарма Къстюм                            | Атлоун, графство Уестмийт и графство Роскомън | 6-и Пехотен батальон, 2-ра Бригада 2-ри Артилерийски полк, 2-ра Бригада част от 2-ра Инженерна рота, 2-ра Бригада част от Медицинския корпус |
| Лагер Къраг                               | Курах, графство Килдеър                       | Армейско рейнджърско крило 1-ви Брониран кавалерийски ескадрон 1-ва Механизирана пехотна рота Рота военна полиция на Тренировъчния център Тилова част на армията Тренировъчен център на Силите за отбрана Логистичен център на Силите за отбрана |
| Казарма Дюн Уи Маолиоса (казарма Ренмор)  | Голуей, графство Конъкт                       | 1-ви Пехотен батальон, 1-ва Бригада |
| Лагер Финър                               | Балишанън, графство Данигол                   | 28-и Пехотен батальон, 2-ра Бригада |
| Лагер Горманстън                          | Горманстън, графство Мийт                     | Пехотна рота на лагер Горманстън резервно летище |
| Военноморска база Холбоулайн              | пристанище Корк, графство Корк                | военноморска база |
| Лагер Килбрайд                            | Килбрайд, графство Уиклоу                     | Център за начална военна подготовка |
| Лагер Линч                                | Килуърт, графство Корк                        | войскови полигон |
| Казарма МакКий                            | Дъблин, графство Дъблин                       | административни служби |
| Казарма Сарсфийлд                         | Лимърик, графство Лимърик                     | 12-и Пехотен батальон, 1-ва Бригада |
| Военна болница Сейнт Брисин               | Дъблин, графство Дъблин                       | военна болница |
| Казарма Стивънс                           | Килкени, графство Килкени                     | 3-ти Пехотен батальон, 1-ва Бригада |